# Blanquefort (Gironda)
Blanquefort es una comuna y población de Francia, en la región de Nueva Aquitania, departamento de Gironda, en el distrito de Burdeos. Es el chef-lieu del cantón de su nombre.
Su población en el censo de 2007 era de 15.113 habitantes.
Está integrada en la Communauté urbaine de Bordeaux.

## Geografía
La comuna tiene una extensión de 3372 hectáreas, pero una buena parte de su territorio es inconstruible. En efecto, una gran porción de terreno próxima al Garona y al río Jalle de Blanquefort está formada por antiguos pantanos. Estos han sido desecados a partir del siglo XVII por holandeses, pero todavía quedan zonas inundables. Esta zona del territorio sirve como lugar de pastaje para ganado. 
La mitad oriental del municipio se reparte entre bosques vastos, particularmente el de Tanaïs, las zonas de viticultura, y las zonas habitadas. Los castillos vitícolas todavía constituyen hoy una actividad importante de la ciudad y contribuyen a la estructura del paisaje.
Los espacios verdes tienen una importancia particular también en la comuna, que procura mantener un aspecto campesino. El Parque de Majolan fue construido a finales del siglo XIX, con un estilo romántico, y es uno de los lugares de paseo más apreciado por los habitantes de todo el departamento.

## Demografía
| 2 080 | 2 003 | 1 747 | 1 971 | 1 995 | 2 052 | 2 175 | 2 274 | 2 325 | 2 498 | 2 727 | 2 747 | 2 747 | 2 879 | 3 032 | 3 004 | 2 957 | 2 838 | 2 653 | 2 641 | 2 448 | 2 576 | 2 636 | 2 715 | 3 685 | 4 362 | 4 017 | 4 671 | 6 918 | 9 972 | 12 843 | 13 901 | 15 113 |
| Para los censos de 1962 a 1999 la población legal corresponde a la población sin duplicidades (Fuente: INSEE [Consultar]) |       |       |       |       |       |       |       |       |       |       |       |       |       |       |       |       |       |       |       |       |       |       |       |       |       |       |       |       |       |        |        |        |

## Monumentos
El monumento a los muertos de la guerra de 1914-1918 en Blanquefort , es una obra de 1922, del escultor Edmond Chrètien.